# Miguel Bianconi
Miguel Bianconi (født 14. maj 1992) er en brasiliansk fodboldspiller.